# Rašković
Rašković (en serbe cyrillique : Рашковић) est un village de Serbie situé dans la municipalité de Knić, district de Šumadija. Au recensement de 2011, il comptait 196 habitants.
Rašković est également connu sous le nom de Raškovići.

## Démographie

### Évolution historique de la population
| 1948 | 1953 | 1961 | 1971 | 1981 | 1991 | 2002 | 2011 |
| ---- | ---- | ---- | ---- | ---- | ---- | ---- | ---- |
| 372  | 356  | 326  | 316  | 289  | 259  | 226  | 196  |

|  |